# C.F. Drechsel
Der Spielwarenverlag C.F. Drechsel wurde 1809 von Christian Friedrich Drechsel in Grünhainichen gegründet und ist ein heute noch existierendes Unternehmen. Es war das erste Unternehmen des sächsischen Erzgebirges, welches um die Jahrhundertwende von Künstlern geschaffenes Reformspielzeug ins Angebot aufnahm.

## Geschichte
Im Jahr 1840 wird das Unternehmen im Leipziger Mess-Adressbuch als Aussteller von Holz- und Spielwaren in der Reichsstraße in Grünhainichen erwähnt. Im Angebot stand traditionelles Spielzeug der erzgebirgischen Holz- und Spielwarenbranche. Grünhainichen entwickelte sich in dieser Zeit zu einem Zentrum der traditionellen erzgebirgischen Spielwarenherstellung.
Im Zuge der Reformbewegung des Kunstgewerbes um die Jahrhundertwende ließen die Geschwister Kleinhempel (Fritz, Erich und Gertrud Kleinhempel) Entwürfe für Reformspielzeug in den Werkstätten von Albert Wendt umsetzen. C.F. Drechsel übernahm ab 1904 den Vertrieb und die Vermarktung dieser Spielwaren. C.F. Drechsel gehörte zusammen mit den Deutschen Werkstätten Hellerau und den Werkstätten für deutschen Hausrat von Theophil Müller zu den ersten Unternehmen die künstlerisch gestaltetes Reformspielzeug anboten. Weitere Entwürfe von Spielwaren im Angebot von C.F. Drechsel stammten vom Volkskundler Oskar Seyffert, sowie den Dresdner Architekten Karl Schmidt, Heinrich Tscharmann und Ernst Kühn.
Um 1906 entstand an der Chemnitzer Straße 56 ein neues Geschäftsgebäude, in welchem sich noch heute der Firmensitz von C.F. Drechsel befindet.
Die Spielwaren werden in heutiger Zeit von fast 100 Handwerkern hergestellt, die mit dem Verlagsgeschäft zusammenarbeiten.